# Semana de Cine Fantástico y de Terror de San Sebastián
La Semana de Cine Fantástico y de Terror de San Sebastián (España)  comenzó su andadura en 1990, organizada por el Ayuntamiento de San Sebastián a través de la entidad pública empresarial Donostia Kultura.
Habitualmente se celebra durante la segunda quincena de octubre y el Teatro Principal es la sede central del certamen aunque hay otras proyecciones en el Teatro Victoria Eugenia y en Tabakalera
Desde sus inicios ha querido presentar una programación de cine de terror, ciencia ficción, animación, cortometrajes y clásicos de todo el mundo alternando  con espectáculos teatrales, exposiciones, conciertos y demás actividades, en un intento de crear un certamen multidisciplinar.
José Luis Rebordinos fue su creador en 1990 y dirigió el certamen hasta la edición del año  2010 sucediéndole en el cargo  Josemi Beltrán. Los skarpetka. 

## Premios
El Certamen otorga una serie de premios, muchos de ellos por votación de los espectadores:
- Premio del público al mejor largometraje
- Premio del público al mejor cortometraje
- Premio del jurado joven al mejor cortometraje
- Premio del público al mejor cortometraje de animación
- Premio del público al mejor cortometraje español
- "Méliès de Plata" al mejor cortometraje fantástico europeo
- Premio Syfy al mejor cortometraje Español
- Premio Blogos de Oro al mejor largometraje  Español independiente.
- Premio del público al mejor fanzine. Ilustración independiente de ciencia ficción, comic o cine.